# 小林盾
小林 盾（こばやし じゅん、1968年- ）は、日本の社会学者、成蹊大学教授。専攻は計量社会学・数理社会学。

## 人物・来歴
東京都生まれ。筑波大学付属高等学校卒、1993年東京大学文学部社会学科卒、99年同大学院博士課程満期退学、シカゴ大学大学院博士課程中退。2009年成蹊大学文学部准教授、14年教授、18年同社会調査研究所所長。

## 著書
- 『アクティブ・ラーニング入門：すぐ使える中学校からの17メソッド』 （知のアート・シリーズ） ハーベスト社, 2016.4
- 『ライフスタイルの社会学：データからみる日本社会の多様な格差』東京大学出版会, 2017.3
- 『美容資本：なぜ人は見た目に投資するのか』 （シリーズ数理・計量社会学の応用） 勁草書房, 2020.3

### 共編著
- 『社会をモデルでみる：数理社会学への招待』土場学,佐藤嘉倫,数土直紀,三隅一人,渡辺勉共編. 勁草書房, 2004.3
- 『社会調査の応用 量的調査編：社会調査士E・G科目対応』金井雅之,渡邉大輔共編. 弘文堂, 2012.2
- 『ソーシャル・メディアでつながる大学教育：ネットワーク時代の授業支援』 （知のアート・シリーズ）籠谷和弘,秋吉美都,金井雅之,七條達弘, 友知政樹,藤山英樹共著. ハーベスト社, 2013.12
- 『社会学入門：社会をモデルでよむ』数理社会学会監修,金井雅之,佐藤嘉倫,内藤準,浜田宏,武藤正義共編. 朝倉書店, 2014.11
- 『データで読む日本文化：高校生からの文学・社会学・メディア研究入門』 （成蹊大学人文叢書） 成蹊大学文学部学会編,吉田幹生共責任編集. 風間書房, 2015.3
- 『ライフスタイルとライフコース：データで読む現代社会』 （成蹊大学アジア太平洋研究センター叢書） 山田昌弘共編. 新曜社, 2015.6
- 『数理社会学の理論と方法』 （数理社会学シリーズ）海野道郎共編著. 勁草書房, 2016.7
- Contemporary Japanese Sociology, Jun Kobayashi, Junya Tsutsui, Masayuki Kanai, Naoki Sudo eds. SAGE Publications Pvt. Ltd, 2017.12
- 『嗜好品の謎、嗜好品の魅力：高校生からの歴史学・日本語学・社会学入門』 （成蹊大学人文叢書）成蹊大学文学部学会編,中野由美子共責任編集. 風間書房, 2018.3
- 『変貌する恋愛と結婚：データで読む平成』 （成蹊大学アジア太平洋研究センター叢書） 川端健嗣共編. 新曜社, 2019.4
- 『東南アジアにおける地方ガバナンスの計量分析：タイ,フィリピン,インドネシアの地方エリートサーベイから』 （シリーズ転換期の国際政治）永井史男,岡本正明共編著. 晃洋書房, 2019.7
- 『嗜好品の社会学：統計とインタビューからのアプローチ』編. 東京大学出版会, 2020.11
- 『リーディングス合理的選択論：家族・人種・コミュニティ』金井雅之,佐藤嘉倫共編. 勁草書房, 2022.8
- 『数理社会学事典』数理社会学事典刊行委員会編. 勁草書房, 2022.8

## 論文
- ＜小林盾